# バズコックス
バズコックス（Buzzcocks）は、イングランド出身のパンク・ロックバンド。
1970年代のパンク/ニューウェイヴ・ムーヴメントから誕生したグループの一つ。英マンチェスター地域音楽シーンの草分け的存在として長らく活動していたが、象徴的メンバーであるピート・シェリーが2018年に亡くなっている。

## 概要

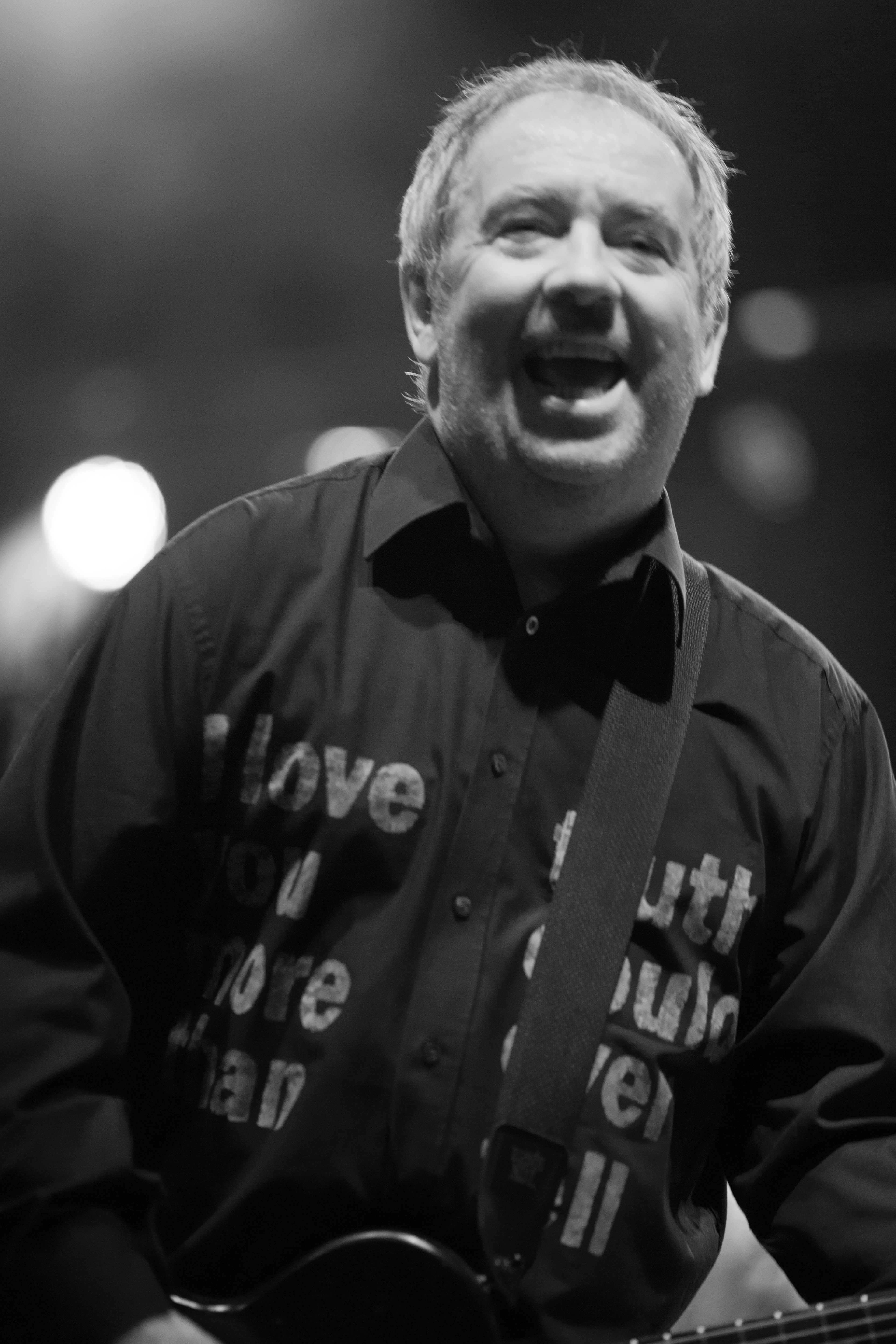
創設者ピート・シェリー (2013年)

1976年、ロンドンでセックス・ピストルズのライブを観て感銘を受けたピート・シェリーとハワード・ディヴォートによって結成された。彼らは当時パンク・ロックの影響が及んでいなかった地元マンチェスターにピストルズを呼んでライブを行わせることを計画し、同年6月にこれを実現させた。観客はわずか42人であったが、その中には後にジョイ・ディヴィジョンを結成するバーナード・サムナーとピーター・フックや、ザ・スミスのモリッシーなど、後の音楽界を牽引する面々が含まれており、このライブはマンチェスターの音楽シーンを活性化させる契機となった。この経緯はパンクの標語である「DIY（Do It Yourself）精神」の体現として後進のバンドからリスペクトを受けている。なお、翌月に行われたピストルズによる二度目のマンチェスター公演ではバズコックス自身が前座を務め、これが彼らのデビュー・ライブになった。
バンドは1981年に一度解散。1989年に再結成して活動を続けていたが、2018年12月6日に創設者ピート・シェリーが心臓発作で死去した。

## John Maherの日本語表記について
- Maherの日本語（カタカナ）表記は一般的に「メイヤー」「メイハー」等だが、ザ・スミスの評伝「ザ・スミス・ストーリー　心に茨を持つ少年」（1988年9月・CBSソニー出版）には、メンバーのジョニー・マー (Johnny Marr)は本名がJohn Marrであり、当時のマンチェスターで既に有名人となっていたJohn Maherとは綴りが異なるものの発音が同じであるため芸名として「Johnny」をつけた、という記述がある。このことから原語での正確な発音は「ジョン・マー」であることがわかる。

## メンバー
※2018年12月時点

### 現ラインナップ
- スティーヴ・ディグル (Steve Diggle、1955年5月7日 - )

ギター、ボーカル 【1977年 - 1981年、1989年 - 】
- クリス・レミントン (Chris Remmington)

ベース 【2008年 - 】
- ダニー・フェイラント (Danny Farrant)

ドラムス 【2008年 - 】

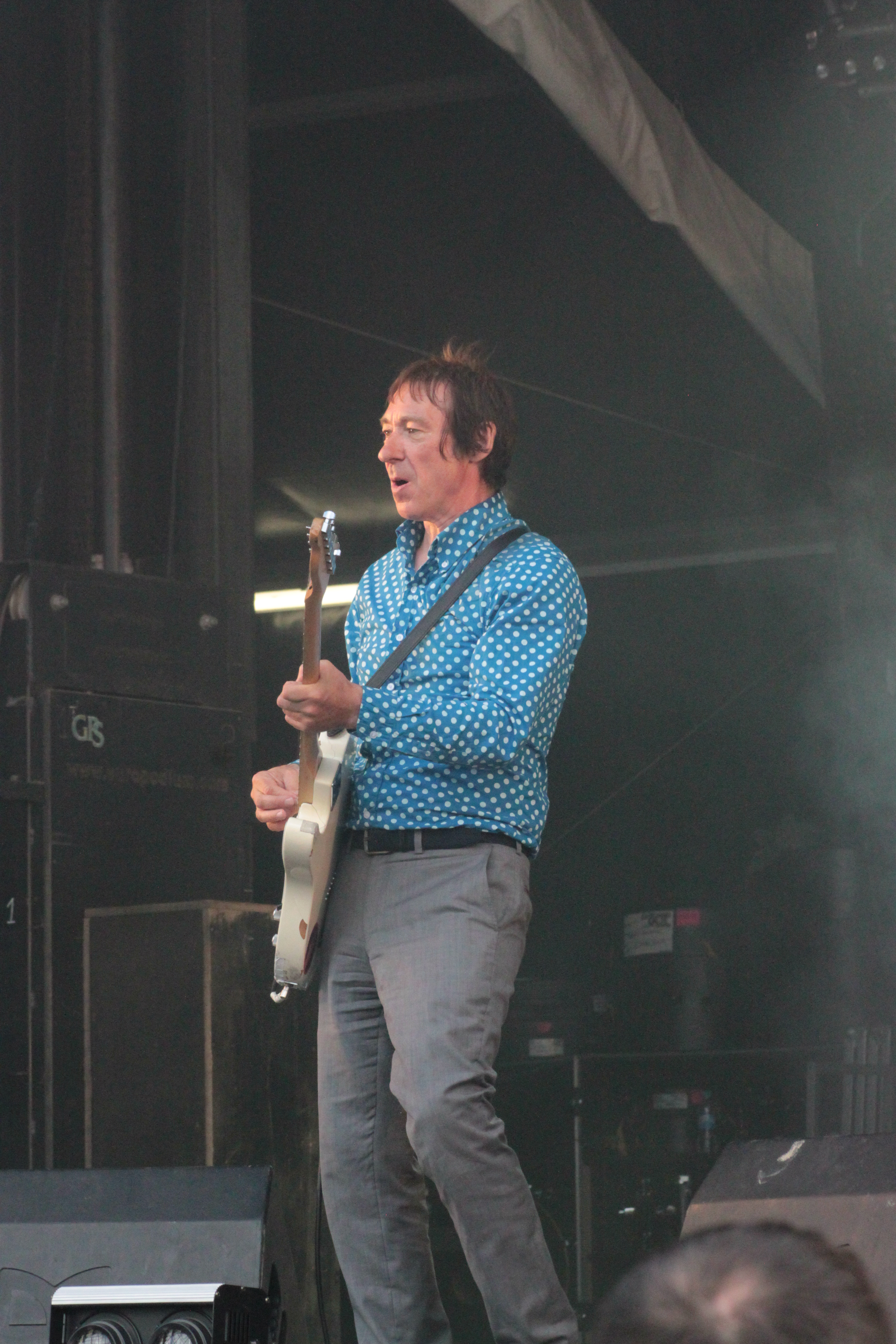
スティーヴ・ディグル(G/Vo) 2013年
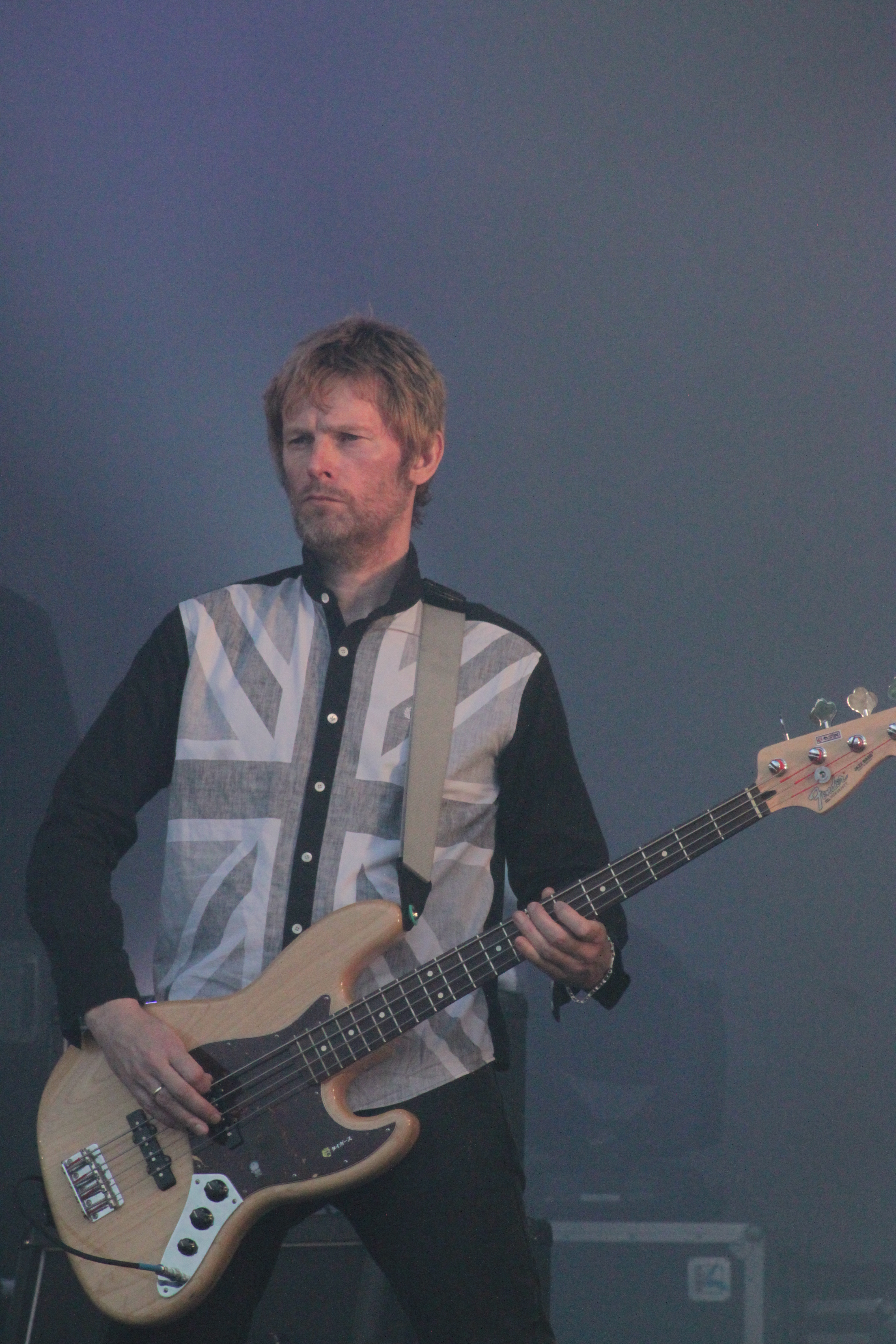
マイク・ウェッド(B) 2013年
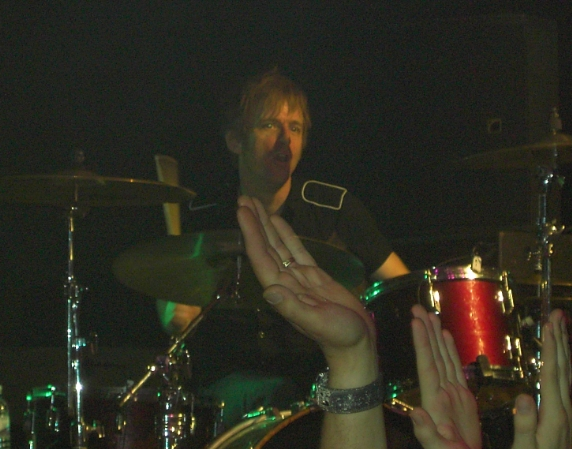
ダニー・フェイラント(Ds) 2013年

### 旧メンバー
- ピート・シェリー (Pete Shelley、1955年4月17日 - 2018年12月6日）

ボーカル/ギター 【1976年 - 1981年、1989年 - 2018年】
ソロとしても活動しており、代表曲としてHomosapien（1981年）、Telephone Operator（1983年リリースシングル。アメトーーク!のオープニングに起用。）などがある。
2018年12月6日、心臓発作で死去。
- ハワード・ディヴォート（Haward Devoto、1952年3月15日 - ）

ボーカル 【1976年 - 1977年、2012年】
脱退後マガジンを結成。
- ガース・スミス（Garth Smith、1955年12月10日 - )

ベース 【1976年、1977年】
- ジョン・マー（John Maher、1960年4月21日 - )

ドラムス 【1976年 - 1981年、1989年、1992年】
- スティーヴ・ガーベイ（Steve Garvey、1958年6月11日 - )

ベース 【1977年 - 1981年、1989年 - 1992年】
- マイク・ジョイス（Mike Joyce、1963年6月1日 - )

ドラムス 【1990年 - 1991年】
元ザ・スミス
- フィル・バーカー（Phil Barker)

ドラムス 【1992年 - 2006年】
- トニー・バーバー（Tony Barber、1963年4月20日 - )

ベース 【1992年 - 2008年】

## ディスコグラフィ

### スタジオ・アルバム
- 『スパイラル・スクラッチ』- Spipal scratch（1977年）ハワード・ディヴォード在籍時のミニアルバム
- 『アナザー・ミュージック』 - Another Music in a Different Kitchen (1978年)
- 『ラヴ・バイツ』 - Love Bites (1978年)
- 『ア・ディファレント・カインド・オブ・テンション』 - A Different Kind of Tension (1979年)
- 『トレイド・テスト・トランスミッション』 - Trade Test Transmissions (1993年)
- 『オール・セット』 - All Set (1996年)
- Modern (1999年)
- 『バズコックス』 - Buzzcocks (2003年)
- 『フラット・パック・フィロソフィー』 - Flat-Pack Philosophy (2006年)
- The Way (2014年)

### ライブ・アルバム
- 『レスト・ウィー・フォーゲット』 - Lest We Forget (1988年)
- 『ライヴ・バズコックス 1977』 - Live at the Roxy Club April '77 (1989年) ※『ライブ・アット・ロキシー』として再発あり
- Entertaining Friends (1992年)
- Encore du Pain (Live in Paris) (1995年)
- 30 (2008年)

### コンピレーション・アルバム
- 『シングルズ・ゴーイング・ステディ』 - Singles Going Steady (1979年) ※日本のロックバンドGOING STEADYのバンド名の由来になっている
- Parts 1-3 (1981年)
- Total Pop (1987年)
- The Peel Sessions Album (1989年)
- The Fab Four (1989年)
- Product (1989年)
- 『ベスト』 - Operator's Manual: Buzzcocks Best (1991年)
- 『クロノロジー』 - Chronology (1997年)
- I Don't Mind The Buzzcocks (1997年)
- Time's Up (2000年)
- Ever Fallen in Love? Buzzcocks Finest (2002年)
- Inventory (2003年)
- The Complete Singles Anthology (2004年)